# 大使桥
大使桥（英語：Ambassador Bridge）是在美国连接密歇根底特律和在加拿大连接安大略温莎的悬索桥。在贸易量上，它是北美最繁忙的国际边境横渡：美加之间超过25%的商品贸易通过此大桥。一项2004年边境运输合作关系研究表明此地区的15万份工作和年产量的130亿美元都依靠此温莎—底特律国际边境通道。
Grosse Pointe的亿万富翁Manuel "Matty" Moroun分别在美国通过底特律国际桥梁公司 ，和在加拿大通过加拿大运输公司 持有此大桥。它曾一度在纽约证券交易所被公开交易。大桥承担了此地区60-70%的商业卡车交通。Moroun同时拥有附近的Ammex免税商店。

## 历史
南北战争后，底特律—温莎曾是此地区铁路中心。密歇根中央铁路公司和安大略的大西部铁路公司（Great Western Railway），外加一些其他公司，分别运营在这条从芝加哥延伸到东海岸的边境线的其中一侧。这些铁路公司运营底特律河两侧码头之间的轮渡来渡过此河。但是轮渡不足以应付铁路运输需求，通常有700-1,000节货运车厢需要等待渡过此河，乘客也在运输上被拖延。芝加哥的仓库不得不存储无法运到东处市场的谷物，同样地，储存在东处仓库的外国商品也在等待着运输到在西处的美国。这些拖延的净效应增加了商品价格，此时商人和农民都需要铁路公司的解决方案。
密歇根中央铁路公司提议和大西部铁路公司合作在河底建造隧道。1871年，建造开始，直到次年通风设备失效，建造中止；此工程很快被放弃。于是，1873年，注意力转向了建造河上的铁路桥，并且，美国陆军工程兵团执行了一项在底特律河上建造大桥的研究。五大湖地区的海运业代表反对此河上任何有桥墩大桥的计划，认为这会对航海造成威胁。余下几十年的讨论一直无果；底特律河上建造大桥的提议不获批准。1889年，美国国会要求执行关于建造大桥的新研究，不过再次不获批准。最终，密歇根中央铁路公司在1909-1910年建造了河底隧道以通过火车。此隧道使密歇根中央铁路公司和大西部铁路公司受益，但是加拿大南方铁路和其他线路仍然偏好河上大桥。
1919年，大桥建造计划复出以纪念一战结束，和纪念“参加此伟大战争的美加青年。”

## 设计
此河上大桥在它1929年完工时为当时世界上有最长的中部跨度（桥塔之间的部分）的桥—1,850英尺（564米），它将此头衔维持到1931年乔治华盛顿大桥开通为止。大使桥总长7,500英尺（2,286米），1927年建设开始，1929年大桥完工。建筑单位为宾夕法尼亚州匹兹堡的McClintic-Marshall公司。
大桥造型设计为装饰艺术风格和流线型现代建筑设计，并混入了一点哥特式建筑。大桥主要由钢制成；不过，河两侧主塔由钢硅合金制成，桥塔底部为混凝土桥墩。桥塔高出河面386英尺（118米），深入水下115英尺（35米）。大桥由21,000短吨（19,000吨）的钢制成，铁路在底特律河上152英尺（46米）处。大桥只有中部跨度是由悬索拉起，而通向主柱（陆地上）的引道部分则由悬臂桁架结构支撑。
大桥南侧唯一的人行道过去给路人和自行车通过，但是911之后，人行道出于安全担忧而封闭。在大桥南段的钢索上漆时，人行道帮助提供设备并减少了车道的占用。
原本已经安置在美国一侧的花岗岩块，后来给了温莎的公园和娱乐部门，现在，许多温莎公园的人行道都得到了此岩块的好处。

### 交通
此四车道桥，一般，每个工作日承载超过10万辆商用汽车。美国收费区的大举翻新在2009年7月完工，于是可以在美国这边直接连接到96和75号州际公路，在加拿大一侧可直接连接3号高速公路（间接连接401号高速公路）大桥的加拿大端连接到温莎市中心繁忙的城市街道，导致交通堵塞。

### 第二跨
大桥持有者和运营商，底特律国际桥梁公司提议花费10亿美元来建造第二跨桥。新跨将会建为斜拉桥，在车流量过载时会协助原跨以适应大量的跨境交通。不过，这并不能解决加拿大关于温莎Huron Church路上增长的交通担忧。由于缺乏支持，该提议受阻。

## 收费
大使桥汽车收费为4.75美元或加元。

## 戈迪·豪国际大桥
由于预计交通高度增长，建造另一座横穿底特律河以补充大使桥的大桥提议已经提出。大使桥持有人Manuel "Matty" Moroun公然反对此提议，并起诉以阻止其建设。批评者认为，Moroun之所以反对，是因为预期会损失销售免税汽油的利润，因为此售卖是免除了每加仑约60分的税收的，虽然对于消费者，出泵油价不过是低几美分而已。修建大桥的提议和Muroun在原桥旁修建第二跨桥的计划冲突。密歇根和加拿大当局继续支持修建戈迪·豪国际大桥的提议，因为它可以直接连接加拿大401号高速公路和密歇根75和96号洲际公路，而绕过温莎地面道路，以减少交通堵塞。
2012年6月15日宣布的一项协议确保了戈迪·豪国际大桥计划继续执行，加拿大联邦出资桥梁建设，密歇根的土地收购和连接到75号州际公路的坡道建造。加拿大的捐助将从桥梁收费中获得回报。

## 媒体
此大桥出现在电影《Hoffa》、《8 Mile》、《Crossing the Bridge》、《Grosse Pointe Blank》、《Sicko》和《Bowling for Columbine》中。它也可以在电影四兄弟 中的开场镜头和连续剧《火星鼠骑士》的其中一集（1994年的“The Motor City Maniac”）中看到。它亦同时出现在了杰佛瑞·尤金尼德斯的小说《中性》 里。大桥也出现在Sam Roberts的的音乐影片“Detroit '67”中。大概在最近，大使桥（和附近的底特律市区通用汽车复兴中心）在近期的Life after people剧集的“The Road To Nowhere”和Motorcity剧集的“Vendetta”中尤为突出。

## 阅读延伸
- Fisher, Dale. . Grass Lake, Michigan: Eyry of the Eagle. 2003. ISBN 1-891143-24-7.
- . Popular Mechanics. February 1930: 206–208  [2012-09-05]. （原始内容存档于2016-05-05）.